# Принудителен труд в Нацистка Германия
Принудителният труд в Нацистка Германия е система за мащабно използване на принудителен труд в Германия по време на Втората световна война, достигащ до 20% от общите трудови ресурси в страната.
Тя се прилага както в самата Германия, така и в териториите под неин контрол, като за времето на войната през нея преминават 15 милиона души, включително 12 милиона отвлечени от различни европейски страни, главно от Източна Европа (остарбайтери).